# Sinopsi d'històries
La Sinopsi d'històries (grec medieval: Σύνοψις ἱστοριῶν, Sínopsis istorion; llatí: Synopsis historiarum) és una obra històrica escrita pel jurista romà d'Orient Joan Escilitzes a mitjans del segle xi. Narra els fets de l'Imperi Romà d'Orient des del 811, quan Nicèfor I el Logoteta caigué en combat i el seu fill, Estauraci, tingué un brevíssim regnat després de ser ferit de mort en la mateixa batalla, fins al 1057, any de l'abdicació de Miquel VI l'Estratiòtic. La seva obra fou ampliada fins al 1079 per un autor anònim (o, segons alguns estudiosos, pel mateix Escilitzes). Aquest altre text es coneix com a Escilitzes continuat.
L'Escilitzes de Madrid és una còpia de la Sinopsi d'històries feta a Sicília al segle xii i conservada a la Biblioteca Nacional d'Espanya. És incompleta, puix que hi manquen les parts relatives a Teodora i Miquel VI.